# Svobodni občinski konzorcij Agrigento
Svobodni občinski konzorcij Agrigento (v italijanskem izvirniku Libero consorzio comunale di Agrigento [agridžènto]) je ena od devetih upravno-ozemeljskih enot italijanske dežele Sicilije. Nadomestil je pokrajino Agrigento (provincia di Agrigento) po ukinitvi sicilskih pokrajin leta 2015.
Zavzema tudi Pelagijsko otočje. Meji na severu z metropolitanskim mestom Palermo, na vzhodu z občinskim konzorcijem Caltanissetta, na jugu s Sredozemskim morjem (Sicilska ožina ali Sicilski kanal) in na zahodu z občinskim konzorcijem Trapani.

## Večje občine
Glavno mesto je Agrigento, ostale večje občine so (podatki 31.12.2008):
| Občina               | Prebivalcev |
| -------------------- | ----------- |
| Agrigento            | 59.082      |
| Sciacca              | 40.914      |
| Licata               | 39.216      |
| Canicattì            | 34.678      |
| Favara               | 33.698      |
| Palma di Montechiaro | 24.171      |
| Ribera               | 19.605      |
| Porto Empedocle      | 17.156      |
| Aragona              | 9.626       |
| Realmonte            | 4.515       |

## Naravne zanimivosti
V pokrajini so tri umetna jezera: Lago Arancio, Diga San Giovanni na reki Naro in Diga Castello. Lago Arancio je bilo zajezeno med letoma 1949 in 1952 in je žal pokrilo trdnjavo Mazzallakkar, ostanek arabske oblasti na otoku. Diga San Giovanni zapira reko Naro vse od leta 1985 in je od tedaj važno počivališče za ptice selivke. Diga Castello je bilo ustvarjeno z izgradnjo velikega jeza med letoma 1976 in 1985 in s poznejšo (2009) preusmeritvijo toka dveh rek. Toda kljub tem velikim umetnim jezerom s skupno rezervo pitne vode 250 mld litrov je preskrba pitne vode v pokrajini problematična, kot sicer tudi drugje po Siciliji.
Seznam zaščitenih področij v pokrajini:
- Naravni morski rezervat Isole Pelagie (Area naturale marina protetta Isole Pelagie)
- Naravni rezervat Grotta di S.Angelo Muxaro (Riserva naturale integrale Grotta di S.Angelo Muxaro)
- Naravni rezervat Macalube di Aragona (Riserva naturale integrale Macalube di Aragona)
- Naravni rezervat Foce del Fiume Platani (Riserva naturale Foce del Fiume Platani)
- Naravni rezervat Torre Salsa (Riserva naturale orientata Torre Salsa)
- Naravni rezervat Isola di Lampedusa (Riserva naturale orientata Isola di Lampedusa)
- Naravni rezervat Monte Cammarata (Riserva naturale orientata Monte Cammarata)
- Naravni rezervat Monti di Palazzo Adriano e Valle del Sosio (Riserva naturale orientata Monti di Palazzo Adriano e Valle del Sosio)
- Naravni rezervat Isola di Linosa e Lampione (Riserva naturale orientata/Integrale Isola di Linosa e Lampione)
- Naravni rezervat Monte San Calogero (Riserva naturale orientata Monte San Calogero (Monte Kronio))

## Zgodovinske zanimivosti
Omembe vredni so dogodki sedanje dobe, ki se bodo zapisali v zgodovino pokrajine, in sicer selitev afriškega prebivalstva, ki odhaja na sever v upanju na boljše življenjske pogoje. Gre za masovno migracijo ali preseljevanje narodov, kot se je fenomen imenoval v preteklih časih. Politični ubežniki, izseljenci in pustolovci prihajajo po raznih pomorskih poteh iz vse Afrike in iščejo zatočišča v vsej južni Evropi. Najjužnejši kraj Evrope, otok Lampedusa [lampedùza] v pokrajini Agrigento je od leta 1990 dalje cilj večjih in manjših plovil, ki vsak dan zapuščajo 113 km oddaljeno Tunizijo ali 145 km oddaljeno Libijo. V prvih šestih mesecih leta 2008 je doseglo italijanske obale 11.949 oseb, povprečno 66 oseb dnevno. (1)